# 강성휘
강성휘(姜誠輝, 1967년 11월 20일~)은 전 전라남도 도의원이다.

## 약력
전라남도 영광군 묘량면에서 태어났다. 영광묘량초등학교, 영광묘량중학교, 광주숭일고등학교를 거쳐 전남대학교 정치외교학과를 졸업하고, 목포대학교 대학원을 졸업(행정학 박사)했다. 1986년 9월 아시안게임 단독개최 반대 및 노점상탄압 중지를 촉구하는 집회에 참가 중 체포되어 구속되었고, 징역 2년, 집행유예 1년 6월을 선고받고 출소하였다. 이후 학생운동으로 인하여 한차례의 제적과 복적을 거쳐 입학한지 18년만인 2003년 8월 26일 전남대학교를 졸업하였다. 제6~8대 목포시의원 및 목포시의회 부의장을 지냈으며, 2010년 6월 목포시에서 전라남도 도의원으로 당선되어 제9대, 10대 도의원을 거쳐 2018년 제7회 지방선거에 민주평화당으로 11대 전남도의원에 출마하여 낙선하였다. 이후 2019년부터 2020년 5월까지 박지원 국회의원 비서관을 지내고 2022년 6월 제8회 지방선거에서 더불어민주당 목포시장 예비후보로 나서 당내 경선에서 패하였다.   